# Микросон
Микросо́н — кратковременный сон, длительность которого может составлять от долей секунды до тридцати секунд. Часто это результат депривации сна, умственного утомления, депрессии, апноэ во сне, гипоксии, нарколепсии или гиперсомнии. Микросон может произойти в любое время, причём, как правило, без заметных предварительных симптомов.
Явление микросна становится чрезвычайно опасным, когда оно происходит в ситуациях, требующих постоянного внимания, например во время управления транспортными средствами или при работе с тяжёлой техникой. Люди, которые проходят через состояние микросна, обычно не осознают это, думая, что они всё это время бодрствовали или просто кратковременно теряли концентрацию внимания.
Состояние микросна, испытываемое при управлении автомобилем, с точки зрения водителя выглядит следующим образом: он управляет машиной и вдруг неожиданно осознаёт, что несколько секунд прошли незамеченными. Для водителя неочевидно, что он в эти пропущенные секунды находился в состоянии сна, хотя на самом деле именно это и происходит. В такие периоды микросна риск попасть в аварию очень велик.
Микросон в подобных ситуациях стал причиной многих происшествий и катастроф. Например, утверждается, что одним из факторов, приведших к железнодорожной катастрофе близ Уотерфолла в Австралии (англ.) в 2003 году, стал микросон: у машиниста случился сердечный приступ, а контролирующий человек, который должен был отреагировать на повышающуюся скорость поезда, по словам адвоката, был в состоянии микросна.
Нет единого соглашения по вопросу, каким образом идентифицировать случаи микросна. Некоторые эксперты определяют микросон по поведенческим критериям (непроизвольные кивания головой, полуопущенные веки и тому подобное), в то время как другие эксперты полагаются на показатели ЭЭГ. В одной научной работе, выполненной в Университете Айовы, описан ЭЭГ-мониторинг микроснов, возникающих при моделировании ситуации управления автомобилем. Случай микросна определяется там как «3—14-секундный интервал, во время которого бодрствующий фоновый альфа-ритм частотой 8—13 Гц заменяется на тета-активность частотой 4—7 Гц».